# Steel bar

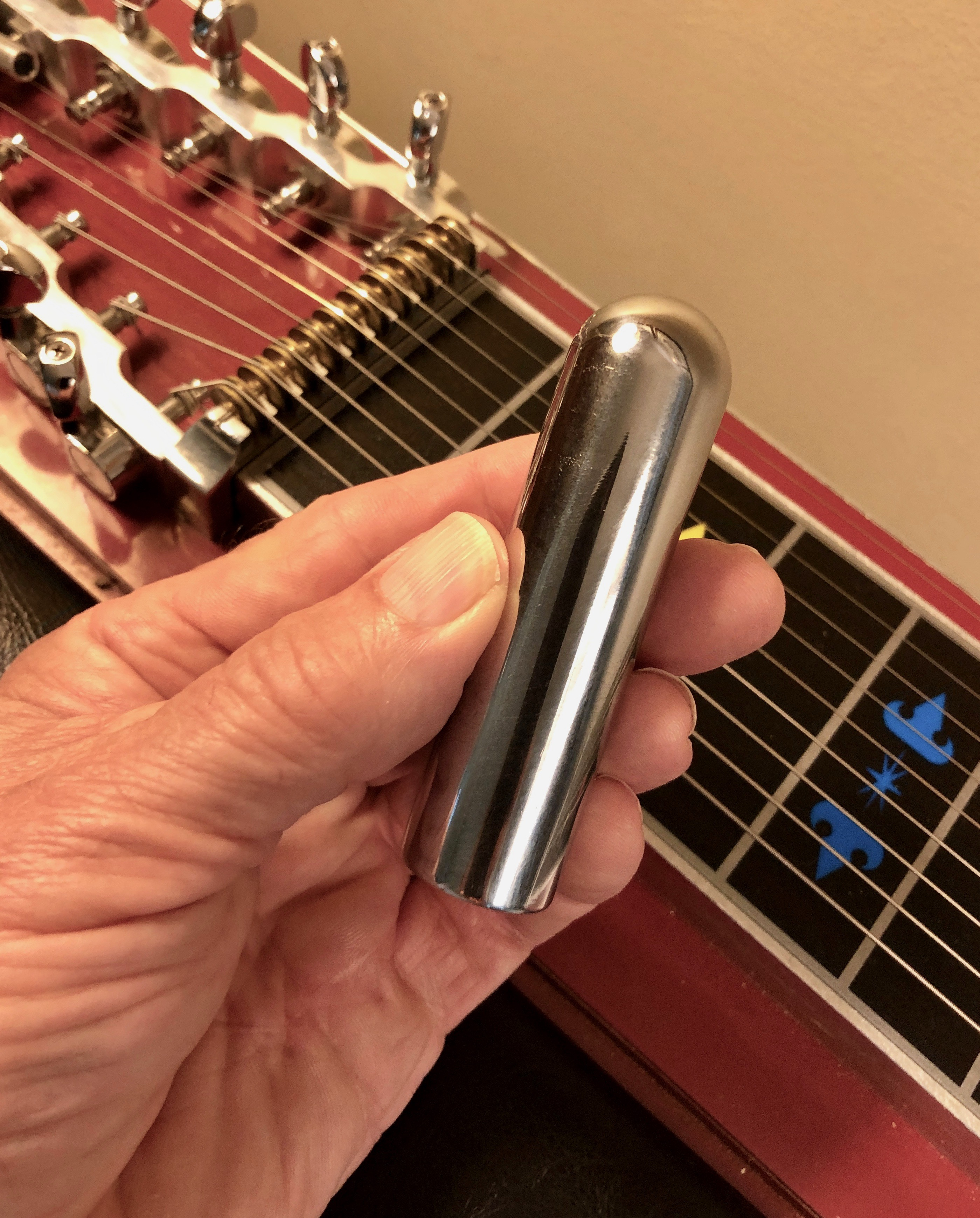
Steel bar (o tonebar) utilizzata per suonare alcuni tipi di steel guitar

La steel bar ("barra d'acciaio" in inglese), chiamata comunemente steel, tonebar o slide bar, è un arnese liscio e duro che viene premuto contro le corde per suonare la steel guitar ed è esso stesso l'origine del nome "steel guitar".

## Descrizione
Il dispositivo può essere una barra solida da tenere in mano, o un cosiddetto bottleneck ("collo di bottiglia" in inglese) da indossare intorno al dito. Invece di premere con la punta delle dita sulle corde contro i tasti come si suona una chitarra tradizionale, lo steel guitarist usa uno di questi oggetti premuto contro le corde con la mano sinistra, mentre con la destra munita di fingerpick (letteralmente "plettri per le dita") pizzica le corde per acquisire la capacità di suonare un glissando fluido e un vibrato profondo non possibile quando si suona con le dita sui tasti.

## Tipologia
Vi sono due tipi fondamentali di steel bar:
1. solido, tipicamente utilizzato quando lo strumento viene suonato da seduti – appoggiato sulle ginocchia del musicista – o altrimenti supportato in posizione orizzontale, storicamente chiamato "stile hawaiano", usato in molti generi ma comunemente associato al country (detto anche "folclore statunitense");
2. tubolare, come nel caso del bottleneck, tipicamente usato nel blues e nel rock quando il musicista tiene la chitarra nella posizione tradizionale (appiattita contro il corpo). Viene quindi chiamato "slide" e lo stile è definito slide guitar. I primi musicisti blues inserirono un dito nel collo segato di una bottiglia, da utilizzare come "slide" e il termine "bottleneck" divenne un tipico eponimo per questo modo di suonare la chitarra blues.

## Galleria d'immagini

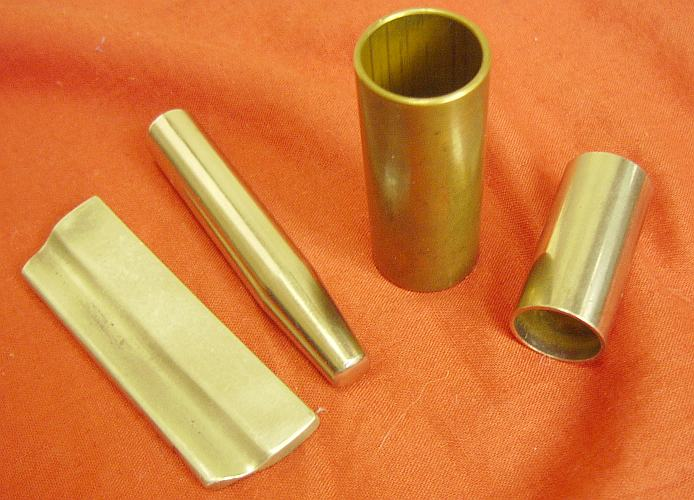
Diversi tipi di steel bar
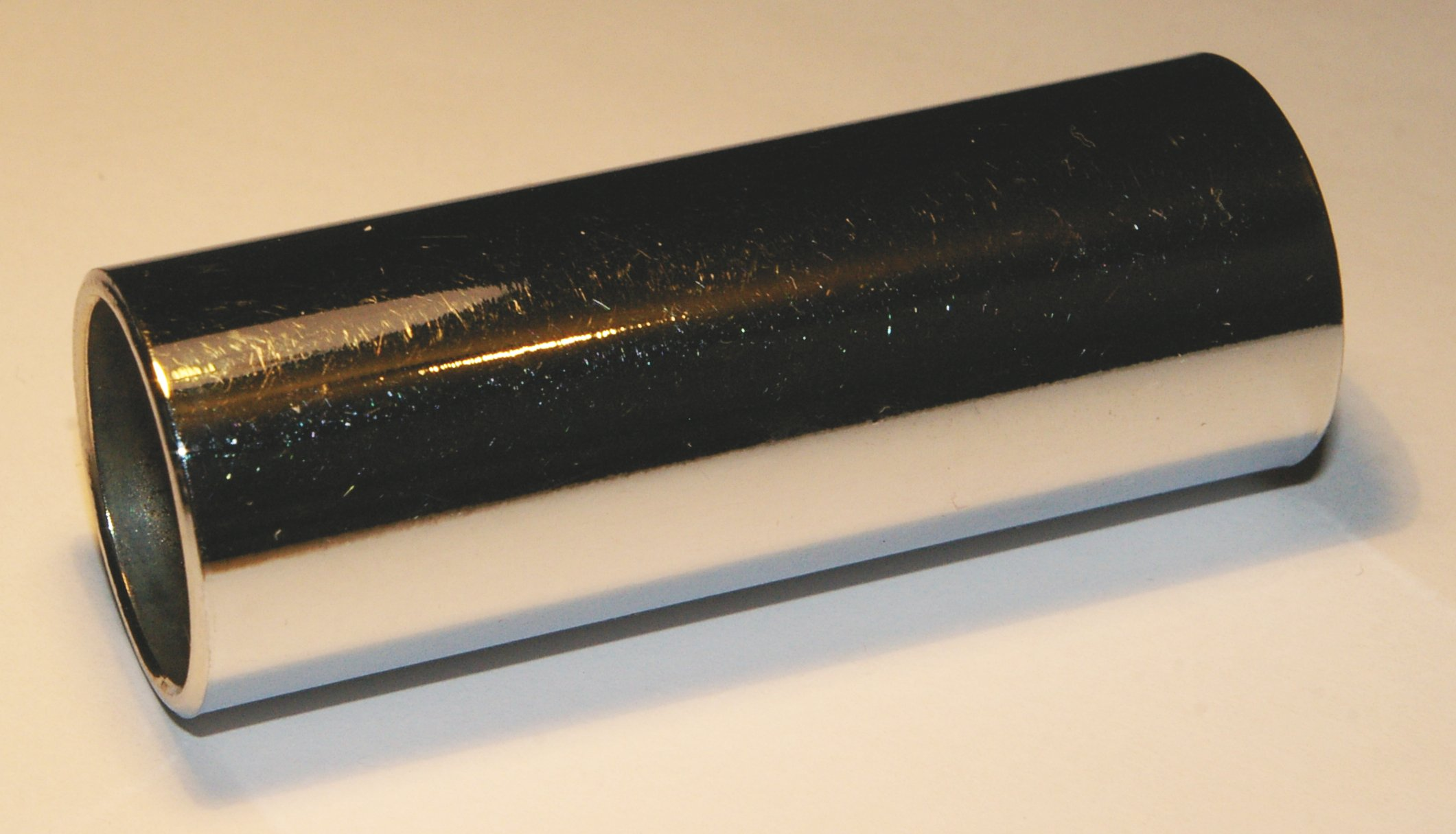
Un bottleneck
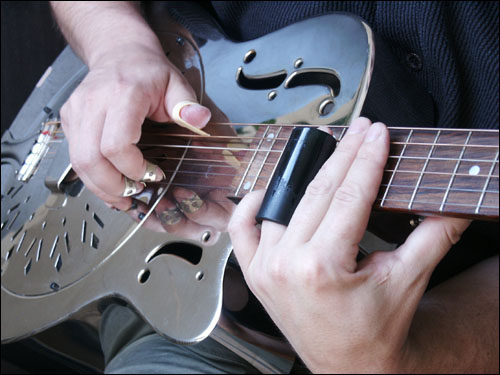
La tecnica slide guitar